# فهرست ره‌آوردهای ایران

## برپایهٔ استان‌ها

### آذربایجان شرقی
- آذرشهر: صنایع دستی (گلابتون‌دوزی، سوزن‌دوزی)؛ خشکبارها (گردو).
- اسکو: صنایع دستی (کلاقه‌ای)؛ شیرینی‌ها (حلوا گردویی) (نان اسکو)(گردو)(خشکبار) (شیره انگور اسکو)
- اهر: صنایع دستی (گلیم و جاجیم)
- تبریز: قالی تبریز، چرم‌دوخته‌های تبریز؛ شیرینی‌ها (قرابیه، نوقا، ریس)؛ خوردنی‌ها (پنیر لیقوان و کوفته تبریزی)
- کلیبر: صنایع دستی (گلیم و جاجیم).
- سراب: لبنیات (کره)؛ عسل؛ شیرینی‌ها (فتیر)؛ صنایع دستی (فرش دستباف)
- مراغه: خشکبارها، برگه هلو آلو خشک، کشمش، گردو)؛ شیرینی‌ها (باسلوق، سجوق). شیرنی شکر پنیر
- مرند: صنایع دستی (سبدبافی).
- هریس: فتیر.

### آذربایجان غربی
- ارومیه: صنایع دستی چوبی - نقل - حلوای پسته، گردو و هویج - عرقیات گیاهی بالاخص عرق بادرنجبویه و بیدمشک
- پیرانشهر: عسل (عسل پیرانشهر، نماد کیفیت و مرغوبیت)[۱][۲]
- میاندوآب: کلّه قند
- اشنویه: گیلاس
- خوی: صنایع دستی (قالی، قالیچه).
- تکاب: صنایع دستی (قالی، قالیچه).
- شاهین‌دژ: عسل، بادام، گردو، چغندر قند، فرش افشار، قالی، جاجیم، انگور، سیب

### اردبیل
- اردبیل: صنایع دستی (فرش دستبافت، گلیم، جاجیم، قلم زنی، منبت کاری، سفال کاری) شیرینی‌ها (قرابیه، باقلوا پسته‌ای و گردوئی، نوقا، ریس) مواد غذایی (کباب گوسفندی، آش دوغ، عسل طبیعی سبلان، حلوای سیاه، سات چوریی) لبنیات (سرشیر محلی، کره طبیعی، پنیر لیقوان صادراتی، موتال پنیری، ساری یاغ، شیت شور)
- نمین: صنایع دستی (قالی بافی، گلیم بافی و جاجیم بافی)
- سرعین: مواد غذایی (کباب گوسفندی، آش دوغ، کله پاچه، عسل طبیعی سبلان) لبنیات (سرشیر درجه ۱ گوسفندی) آب‌های معدنی و درمانی (گاومیش گولی، بش باجیلار، قهوه سوئی، اعصاب سوئی، پهنلو)
- کوثر و خلخال: صنایع دستی (جاجیم‌های ابریشمی و پشمی. گلیم بافی. پلاس. مسند)
- مشگین‌شهر: صنایع دستی (قالی بافی، گلیم بافی و جاجیم بافی). مواد غذایی (کباب گوسفندی. آش دوغ، فطیر سنتی مشگین‌شهر، سات چوریی. عسل طبیعی سبلان) لبنیات (پنیر لیقوان درجه ۱ صادراتی، کره طبیعی) میوه (انگور صادراتی) آب‌های معدنی (قینرچه. قوتورسوئی. موئیل)
- گرمی: ورنی و گلیم ریز فرش نما. شال بافی. خورجین، پلاس، شال گردن محلی و بافت‌دوزی
- پارس‌آباد: صنایع دستی (ورنی بافی، گلیم بافی، جاجیم بافی)

### اصفهان
- اصفهان: صنایع دستی اصفهان (میناکاری، خاتم‌کاری، قلم‌زنی، قلمکاری)، شیرینی‌ها (گز، پولکی)، غذاها (بریان اصفهان، کالجوش، خورش ماست)
- گلپایگان: کباب کوبیده، لبنیات
- چرمهین: کشک، قارا، انار، گردو، روغن حیوانی و فرش دستبافت
- کاشان: گلاب، فرش دستبافت، فرش ماشینی
- خوانسار: عسل، خشکبار
- داران: لبنیات، گیاهان دارویی

### البرز
کرج: توت، انگور، فندق، سنجد، خرمالو، زردآلو، عناب، ازگیل، انار، گوجه سبز، سیب، آلو برغان، مرکبات، قالی، قالیچه، جاجیم، گلیم، چرم، سفال، آبگوشت، آش جو و آش دوغ
طالقان: خورشت عدس طالقان، حلیم، لبنیات، پنیر طالقان و عسل کوهی
ساوجبلاغ: گردو، بادام، چرم و کباب ساوجبلاغ

### ایلام
- شیرینی‌ها (حلوای بگل، بژی برساق، کله کنجی)؛ صنایع دستی (گلیم، جاجیم، نمد، گیوه). (برنج عنبر بو) (برنج شمشمیری)

### بوشهر
- بوشهر: صنایع دستی (گبه، گلیم، عبای شتری، سفال)؛ خوردنی‌ها (ماهی، میگو، شیرهٔ خرما)

### تهران
- پیشوا: شیر، عسل، انار
- تهران: کتاب
- دماوند: گردو، حلوالوز، عسل طبیعی، سیب
- رباط کریم: انگور، زعفران

### چهارمحال و بختیاری
- صنایع دستی بختیاری‌ها (فرش، جاجیم، گلیم چالشتر)

### خراسان رضوی
- سبزوار: کلوچه زنجبیلی (فقط در سبزوار پخت می‌شود)، فلفل (بزرگ‌ترین تولیدکننده فلفل ایران)، خشکبار، زیره، زعفران، کتیرا
- بردسکن: انار، انجیر، انگور، کشمش، پسته، برگه زردآلو، خشکبار، حلوا مغزی، زیره سبز، زعفران

تربت حیدریه: زعفران، ابریشم، پسته، بادام، گردو، حلوا جوزی
- قوچان: کشمش، شیره انگور ،انگور، عرق شاد، قالی قوچان، نان قاق، حلوا کنجد، چاروق و گیوه، گردو
- نیشابور: ریواس و شربت آن، فیروزه نیشابور، گیلاس، آبنبات
- مشهد: مُهر، جانماز، نبات، زرشک، زعفران، هل، نخود، کشمش، مرکبات، سنگهای قیمتی، انگشتر، گیاهان دارویی
- گناباد: زعفران، پسته
- کاشمر: فرش کاشمر، کشمش ،انگور، عرق کشمش زعفران، سوهان، انار، گردو، پنبه، پسته

### خراسان جنوبی
- بیرجند: زعفران، قالی، زرشک، عناب
- فردوس:قالی فردوس، زعفران، انار، پسته، زرشک.
- سرایان: زعفران، پسته، انار، شیره انگور، خربزه، زیره، بادام، گردو، نمد، قالی، حلوای شیره انگور، انگور

### خراسان شمالی
بجنورد: آبنبات، (شکر پنیر)، قره‌قروت ٬سفره کردی، چاروق
جاجرم: کلاه جاجرمی و خربزه جاجرم
درق: سمنو
شیروان: شیره انگور، عسل

### خوزستان
- دزفول: مرکبات، گیوه، لنگ، کپو، محصولات خراطی، قلم‌نی، کلوچه خرمایی، ترمه
- شوشتر: حلوا ارده، حلوا کنجدی، حلوا سیلونی، کلوچه خرمایی، جاجیم، حلوای زردک، سبزی سرخ شده، ترشیجات، سیلو(شیره خرما)
- مسجدسلیمان: کنار و آرد کنار، توله، چوقای بختیاری
- هندیجان: گلیم، جاجیم، عبا، کپو، ماهی، میگو، خرما، شیره خرما، رنگینک، کلوچه خرمایی، مرکبات، کالا، صنایع دستی حصیری
- بهبهان: لبنیات، گیوه، خرما، نمد ماست

### زنجان
- زنجان: چاقو ،ملیله، چاروق، قالی
- طارم: زیتون، زیتون پرورده، رب انار، انجیر، برنج، سیر، خشکبار[۳]
- درسجین:انگور ،نان اگردک

### سمنان
- شاهرود: انگور، زردآلو، سیب، تافتون، نقل
- دامغان: پسته، گردو، محصولات جالیزی، انگور
- سمنان: شیرمال، کماچ
- سنگسر: چیکو
- شهمیرزاد: آلو، گردو

### سیستان و بلوچستان
- زاهدان: ادویه‌های محلی، انبه، پاپایا، صنایع دستی، نان
- زابل: فرش سیستانی، خامه دوزی سیستانی، کلوچه زابلی، قلیفی، بورک سیستانی، کشک زرد، تجگی، انگور یاقوتی (روچه).
- نیکشهر: حلوای نیکشهر

### فارس
۱_ زرقان: حلوا ارده، شیره انگور، گندم، جو، ذرت، انگور وکشمش، سیفی جات، سبزیجات
- استهبان: انجیر، زعفران، مویز، شیره انگور، کماچ
- قیروکارزین: مرکبات، صیفی جات، سبزیجات تازه، خرما
- 'جهرم' : ارده
- داراب: مرکبات، انار شهوار، سموسه، رب انار تنگ طه، خرما گل محمدی و گلاب لایزنگان
- شیراز: آبلیمو، آبغوره، شراب، عرقیات، نان یوخه، صنایع دستی، گل نرگس، فالوده، کلوچه و مسقطی. عرقیات، ترشیجات، قالی، گلیم، منبت، معرق، فیروزه کوبی، انگور شیراز، خشکبار، حاجی بادام، میناکاری، صنایع دستی،
- کازرون: کباب، ترشی، مسقطی، گل نرگس، خرما، بلوط، آش، مرکبات، صنایع دستی
- گراش: کباب گراشی، خرما، مهوه، مسقطی، رنگینک
- لارستان: مسقطی، کباب لاری، مهوه، نان رگاگ محلی لاری
- فراشبند: انواع خرما (خشک و تر)، قالی، گلیم، جاجیم، صنایع دستی، مرکبات، انواع آش‌های محلی، بادام وحشی، بنه (پسته کوهی)، انواع داروهای گیاهی، ترشیجات، صیفی جات (هندوانه فراشبند شهرت کشوری دارد)، سبزیجات (بادمجان بسیار مرغوب)، عسل، کنار، زالزالک، انواع حلو (حلوای خرما، حلوا رنگینه)، حلیم، نان رگاگ (رقاق)

### قزوین
- قزوین: پسته، فندوق، گردو، بادام، باقلوا، شیرینی‌های محلی، انگور و کشمش، نان‌های محلی (زنجبیلی، شیرمال)، خیار چمبر، هندوانه شریف‌آباد ،قیمه نثار

### قم
- قم: سوهان، آبگوشت قنبید

### کرمان
- بم: خرمای مضافتی، پرتقال
- جیرفت: مرکبات، خیار، صیفی جات، سبزیجات تازه، خرما
- راور: پسته، قالی، انار
- سیرجان: |پسته، مسقطی، باقلوای مغز پسته، صنایع دستی (گلیم شیرکی پیچ)، بادام، انار، توت سفید و سیاه، زردآلو، قیصی، قاووت، بنه، فراورده‌های لبنی، گردو، آلوچه، گیاهان دارویی کوهی مناطق پاریز و چهارگنبد
- قلعه‌گنج: |گندم، ذرت، صیفی جات، مرکبات، خرما
- کرمان: زیره، حنا، قالی، قاووت، پسته، کلمپه ،کماچ، فالوده کرمانی، غذاهای محلی مانند بزقرمه و آش رشته
- رابر:گردو و بادام، عسل، فراورده‌های لبنی، گلیم،جاجیم،قالی، گیاهان دارویی *شهربابک:ریواس، انار، زیره، پسته، بنه، هلو، گردو و بادام، به، گیلاس، شاتوت، انگور، محصولات لبنی (کشک،اسپار،دوغ،کره،شیر و ماست)، غذاهای محلی(کلاجوش، اشکنه و سیروبنه)، فیروزه

### کردستان
- آدامس کردی
- گلیم سنه ،گلیم بیجار، صنایع دستی
- کلانه ،کولیره، برساق، پنیر،
- گیوه، تخمه آفتابگردان، پوشاک کردی، عسل ،فرش بافی
- روغن حیوانی ،گلابی ،دف، رب انار ،تسبیح ،روسری کردی، قایرمه

### کرمانشاه
- گهواره: تنبور، سیب گهواره
- کرمانشاه: روغن حیوانی، کاک، نان برنجی، نان خرمایی، نان شکری، نان روغنی، بژی، خورش خلال، دنده کباب، جگرپرده (جه‌رگ وه‌ز)، خورش کنگر، خورش کدو حلوایی، گلیم
- سنقر: تخمه آفتابگردان، کباب مخصوص سنقر، فرش دستباف کلیایی
- هرسین: گلیم هرسین
- کرند: چاقو، محصولات فلزی، محصولات چوبی، تنبور
- قصر شیرین: خرما، نان خرمایی، حصیربافی، مرکبات (لیمو، پرتقال، نارنگی)
- پاوه: انار، رب انار، انجیر، گردو، توت، گیوه
- گیلانغرب: جاجیم، موج

### کهگیلویه و بویراحمد
- یاسوج: گلیم، جاجیم، خشکبار، صنایع دستی، روغن حیوانی، آش دوغ، آش کارده، صیفی جات
- سی سخت (دنا): انگور، کشمش، هلو، گردو

### گلستان
- بندر ترکمن: فرش ترکمن، ماهی، قالیچه ترکمنی، خاویار، اسب ترکمن، زیور آلات ترکمن، خربزه، هندوانه، پشتی، نمد
- رامیان: عسل طبیعی، رب انار، پارچه‌های ابریشمی دست‌باف
- آزادشهر:انواع ابریشم بافی، کلوچه خرمایی سیستانی (تولیدات بنیادنیمروز), برنج وطن، سوزندوزی بلوچ، گلدوزی زابلی،
- گرگان: نان خرمایی، حلوا آماج
- گنبدکاووس:فرش ترکمن، شال و گلیم سیستانی، کلوچه خرمایی زابلی (سیستان)؛ دوغ شتر، نیمروزکاری (نوعی هویه کاری),زیورآلات ترکمن

### گیلان
- آستارا:ماهی سفید، برنج هاشمی، کیوی، ازگیل، حصیر، تور صیادی، گلیم، باسترما، چغرتما، قورما، نان فطیر حلوایی، فندق، فوجی فروت
- لاهیجان: کلوچه، چای
- آستانه اشرفیه:بادام زمینی
- فومن:کلوچه، اگردک
- صومعه سرا: ابریشم، رشته خوشکار
- رشت: رشته خوشکار
- تالش: برنج، ماهی سفید، خاویار، عسل، کیوی، ازگیل، گلیم، زیتون، تمشک، ترشی میرزا بادمجون، ترشی گیلکی، مربا تمشک، مربا پرتقال، سبدهای هسیرکی و گلیم‌های نی بافت

### لرستان
- الیگودرز: عسل، گیاهان دارویی، ترخینه، کشک، روغن حیوانی، گردو، کشمش
- بروجرد: کلوچه روغنی، خیارشور، ترخینه، ارده شکری، ارده شیره، آلو بخارا، انگور یاقوتی، آجیل، صنایع دستی: ورشو، قلم زنی روی مس، حصیر، گلیم
- خرم‌آباد: عسل، جاجیم، گوشت، لبنیات، کشکینه، میل باستانی
- کوهدشت:انار،
- نورآباد: برساق، روین دان (روغن محلی)، کولیره (کلوچه محلی)، گردو، عسل، جاجک (آدامس محلی)

### مازندران
- در سراسر استان سرسبز مازندران، محصولاتی چون برنج (طارم و…)، مرکبات، کیوی، انار جنگلی، ازگیل، صیفی جات، سبزیجات، کاهو، شامی، آغوز نون، پِشتِ زیک، پیسّه گِندِه (نوعی شیرینی معادل فارسی آن می‌شود قِلقِلی)، رشته به رشته، شکر سرخ، شیرینی محلی، کلوچه‌ها، مربای بهار نارنج، بادمجان ترشی، سیر ترشی، هَفتِ بیجار، ترشی یارسی، جارو، نمد، حصیربافی، گلیم، جاجیم، سبد، جوراب پشمی، پارچه (چوغا، باشلق، وازشمد)

### مرکزی
- اراک:فتیر، انگور، فرش محلی، ترخینه، باسلوق، کشمش سبز، صابون محلی، شیره انگور، گوش فیل، آبگوشت کشک، آبگوشت دوغ‌دار، شفته، ته‌تالی
- دلیجان:جوز قند، نبات
- فراهان:فرش، گندم، جاجیم
- محلات: گل، حلوا ارده، سنگ صنعتی
- ساوه:انار، طالبی
- خمین:عسل، کشمش، لوبیا، شاته، زعفران

### هرمزگان
- میناب:لیمو، مرکبات

### همدان
- تویسرکان:گردو، آلو بخارا، سماغ، بادام، نقل، نبات، منبت
- نهاوند:گز بادامی و پسته‌ای، حلوا گردویی، نقل هلی و کاکائویی، کلوا، لواشک، خیار
- ملایر:باسلوق، کشمش، شیره انگور، فرش ملایر، سجوق، سبزه (جوزان)، فتیر، گردو، گماسا مویز، عسل، کلوچه (کلوا)، خیارشور (سامن)، آلو بخارا، لواشک (طجر)، مبل، منبت کاری
- لالجین: سفالینه
- همدان: کماج، شیرمال، انگشت‌پیچ
- بهار: سیب زمینی، خیار

### یزد
- بافق: بادام، هلو، عسل، زردآلو، لبنیات، قاووت، زیره
- یزد: قطاب، پشمک، باقلوا، ترمه، زیلوی میبد، سفال میبد، ارده اردکان، حصیر بافق، کیک یزدی، چهار لوز(بیدمشکی، نارگیلی، پسته‌ای، زعفرانی)، نان پنجره‌ای، غذاهای محلی چون: آش شولی، نان سوروک، فالوده یزدی، مُچلُک
- ابرکوه: زردآلو فلکه، انار، گیوه، نان خشک محلی، چغندر محلی، برنج محلی، لبنیات، بادمجان مخصوص ابرقویی، تخمه مخصوص ابرقویی، توت، انگور، پسته